# Panzer VII Löwe
PzKpfw VII Löwe («Лев») — офіційне позначення важкого танка прориву. Танк в металі втілений не був — є лише різні недопрацьовані креслення. Також був створений грубий макет з дерева одного з варіантів з розміщенням башти в кормовій частині.
Танк «Лев» повинен був використовувати модифіковане шасі танка PzKpfw VI «Тигр» з поліпшеним бронюванням та артилерійську гармату більшої потужності. Як танкова гармата передбачалася установка 15 cm KwK L/40, 12,8 cm KwK L/60 або 10,5 cm KwK L/70.
При передбачуваному потужному бронюванні будь-якого з варіантів танка «Лев», і артилерійському озброєнні, проти бронепробивності якого не могла встояти броня жодного типу радянських танків того часу, він володів низькою рухливістю (внаслідок низької питомої потужності), що поступалася навіть серійним важким німецьким танкам.
В одному з варіантів танка німецькі конструктори опрацьовували заднє розташування башти на корпусі танка, що було новим рішенням компонування танків. У СРСР 1950–1951 роках під керівництвом О. О. Морозова (конструктора наймасовішого в світі танка Т-54/Т-55) була виготовлена самохідна артилерійська установка СУ-100М (об'єкт «416») з аналогічним розташуванням башти.

## Основні технічні характеристики

### Варіант I
- Вага танка — 76 т
- Довжина танка — 11,65 м (із гарматою)
- Товщина броні — 100 мм
- Двигун бензиновий — «Майбах» 700 к. с.
- Гармата — 10,5 cm KwK L/70
- Швидкість по шосе — 27 км/год

### Варіант II
- Вага танка — 52,55 т
- Довжина танка — 7,74 м (без зброї)
- Ширина танка — 3,84 м
- Товщина броні (лоб корпусу) — 100—120 мм, лоб башти 240 мм
- Двигун бензиновий — «Майбах» 860 к.с.
- Гармата — 10,5 cm KwK 46 L/70
- Екіпаж — 5 людей
- Швидкість по шосе — 23 — 30 км/год

### Варіант III
- Вага танка — 99,3 т
- Товщина броні (лоб корпусу) — 200—300 мм
- Двигун бензиновий — «Майбах» 1750 к. с.
- Гармата — 21 cm Mrs 18 або 15 cm KwK 44 L/38
- Швидкість по шосе — 40 — 60 км/год

## У популярній культурі
Танк можна побачити в онлайн-грі «World of Tanks». У грі танк представлений трьома варіантами: із переднім розташуванням башти (Löwe) і два із заднім (VK 7201 та Pz.VII)[джерело?].